# Burgess Meredith

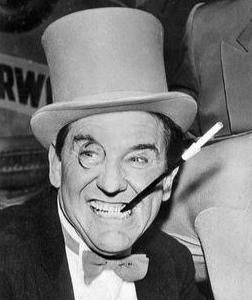
Burgess Meredith como "El Pingüino" en la serie Batman

Oliver Burgess Meredith (Cleveland, Ohio, 16 de noviembre de 1907-Malibú, California, 9 de septiembre de 1997) fue un actor estadounidense, candidato al Óscar en dos ocasiones. Actuó en más de 100 películas, así como en diferentes series de televisión, siendo reconocido también por poner la voz al personaje animado "Puff, el dragón mágico". Apareció más de 170 veces en televisión.
Interpretó al villano El Pingüino en la serie de televisión Batman en los años 1960 y también en el filme derivado de ella, Batman (1966). Otro de sus personajes más recordados es el entrenador de Rocky Balboa, Mickey Goldmill, en la saga de cine Rocky, protagonizada por Sylvester Stallone.
También participó en la primera versión de Furia de titanes (1981), con estrellas como Laurence Olivier y Ursula Andress, y en Dos viejos gruñones, junto a Jack Lemmon y Walter Matthau. Incluso tuvo un contacto con el cine español: rodó con José Luis Borau Hay que matar a B. (1974), junto a un reparto internacional que incluía a Patricia Neal.

## Biografía

### Primeros años
Nació el 16 de noviembre de 1907 en Cleveland, Ohio, siendo hijo de Ida Bet y William George Meredith, un doctor de origen inglés.
Se graduó de la Hoosac School en 1926 y luego asistió a la Universidad de Massachusetts Amherst. Más tarde sirvió en la Fuerza Aérea del Ejército de los Estados Unidos en la Segunda Guerra Mundial, alcanzando el grado de capitán. Fue dado de baja en 1944 para trabajar en la película The Story of GI Joe, en la que interpretó al corresponsal de guerra Ernie Pyle.

### Teatro
En 1929, se convirtió en miembro de la compañía de teatro de repertorio Cívico de Eva Le Gallienne en la ciudad de Nueva York. Aunque es más conocido mundialmente por su trabajo en el cine y la televisión, Meredith fue un actor influyente para la etapa. Hizo su debut en Broadway en Romeo y Julieta como Peter (1930). Finalmente se convirtió en una estrella en Maxwell Anderson Winterset (1935).
Recibió elogios en 1935 tras hacer Las vírgenes de Wimpole Street, protagonizada por Katharine Cornell.

### Televisión
Meredith apareció en The Twilight Zone como un «cajero de banco dominado por su mujer que solo quiere que lo dejen solo con sus libros». En El diablo de la impresora, Meredith retrató al mismo diablo, y en El hombre obsoleto interpretó a un bibliotecario condenado a muerte en una futura sociedad totalitaria distópica. Meredith fue el narrador de The Twilight Zone: La película, sin embargo no aparece en los créditos.
Meredith apareció en varias series como Rawhide (cuatro veces), The Virginian (dos veces), The Wild Wild West, The Travels of Jaimie McPheeters, Laredo, Bonanza y Daniel Boone.
En 1963, apareció como Vincent Marion en un episodio de cinco capítulos de la última temporada de la serie 77 Sunset Strip. Actuó en tres ocasiones en La ley de Burke (1963-1964), protagonizada por Gene Barry.
Meredith también hizo del Pingüino en la serie de televisión Batman (1966-1968). Fue tan bien recibido su papel como el Pingüino que los escritores de la serie siempre tenían un guion con el personaje listo cuando Meredith estaba disponible. Él y el Joker de César Romero están empatados en el número de apariciones en la serie.

### Cine
Meredith apareció en muchas películas de los años 40, entre las que se incluyen Diario de una camarera (1946) y On Our Merry Way (1948) coprotagonizada por entonces su esposa Paulette Goddard. También protagonizó junto a Lana Turner la película de 1966 La mujer X.
Años después Meredith interpretó a Mickey Goldmill, el entrenador de Rocky Balboa, en las tres primeras películas de Rocky (1976, 1979 y 1982). A pesar de que su personaje murió en la tercera película de Rocky, regresó brevemente en un flashback en la quinta película, Rocky V (1990). Curiosamente fue nominado para interpretar a Tucker Cobblepot, padre de El Pingüino, en la película Batman Returns pero por su deterioro de salud rechaza el papel siendo reemplazado por Paul Reubens.

## Muerte
El 9 de septiembre de 1997 a los 89 años, Meredith murió a causa de enfermedad de Alzheimer y melanoma. Sus restos fueron incinerados.

## Filmografía
- De ratones y hombres (1939)
- Al fin solos (1940)
- Lo que piensan las mujeres (1941)
- Diario de una camarera (1946)
- My own Executioner (1947)
- On Our Merry Way (1948)
- El hombre de la torre Eiffel (1949)
- The Twilight Zone (1959-1963)
- Primera victoria (1965)
- Batman: La película (1966)
- Batman (1966-1968)
- La mujer X (1966)
- Las tijeras del diablo (1967)
- Stay Away, Joe (1968) con Elvis Presley
- El virginiano (1968)
- Los rateros (The Reivers), de Mark Rydell (1969)
- Como plaga de langosta (1975)
- Rocky (1976)
- Pesadilla diabólica (1976)
- Tail Gunner Joe (1977)
- La centinela (1977)
- Foul Play (1978)
- Magic (1978)
- El último hurra (1978)
- The Manitou (1978)
- Rocky II (1979)
- Furia de titanes (1981)
- Rocky III (1982)
- La dimensión desconocida: La película (1983)
- Wet gold (1984)
- Santa Claus: The Movie (1985)
- Outrage! (1986)
- Luna llena en agua azul (1988)
- Rocky V (1990)
- State of Grace (1990)
- Oddball Hall (1990)
- La noche del cazador (1991)
- Grumpy Old Men (1993)
- Un campamento en ninguna parte (1994)
- Grumpier Old Men (1995)

### Radio
| Radio                    | Episodio     | Fecha               | Ref.  |
| ------------------------ | ------------ | ------------------- | ----- |
| Theatre Guild on the Air | The Sea Wolf | 27 de abril de 1952 | [ 7 ] |

## Premios y distinciones
Óscar
| Año  | Categoría              | Película               | Resultado |
| ---- | ---------------------- | ---------------------- | --------- |
| 1976 | Mejor actor de reparto | Como plaga de langosta | Nominado  |
| 1977 | Mejor actor de reparto | Rocky                  | Candidato |

Globo de Oro
| Año  | Categoría              | Película               | Resultado |
| ---- | ---------------------- | ---------------------- | --------- |
| 1975 | Mejor actor de reparto | Como plaga de langosta | Candidato |

BAFTA
| Año  | Categoría              | Película               | Resultado |
| ---- | ---------------------- | ---------------------- | --------- |
| 1975 | Mejor actor de reparto | Como plaga de langosta | Candidato |

Primetime Emmy
| Año  | Categoría                                      | Película        | Resultado |
| ---- | ---------------------------------------------- | --------------- | --------- |
| 1977 | Mejor actor de reparto - Miniserie o telefilme | Tail Gunner Joe | Ganador   |
| 1978 | Mejor actor de reparto - Miniserie o telefilme | El último hurra | Candidato |

National Board of Review
| Año  | Categoría              | Película                   | Resultado |
| ---- | ---------------------- | -------------------------- | --------- |
| 1962 | Mejor actor de reparto | Tempestad sobre Washington | Ganador   |